# Le blé est vert (téléfilm, 1979)
Pour les articles homonymes, voir Le blé est vert (homonymie).
Pour plus de détails, voir Fiche technique et Distribution.
Le blé est vert (The Corn Is Green) est un téléfilm américain de George Cukor diffusé en 1979.
En France, ce téléfilm a été diffusé dans les années 1980[réf. nécessaire] puis rediffusé sous le titre Le blé est encore vert le 20 décembre 1987 sur La Cinq.

## Fiche technique
- Titre original : The Corn Is Green
- Titre français : Le blé est vert
- Réalisation : George Cukor
- Scénario : Ivan Davis d'après la pièce-homonyme d'Emlyn Williams (1938)
- Direction artistique : Terry Pritchard
- Décors : Carmen Dillon
- Costumes : David Walker
- Photographie : Edward Scaife
- Montage : Richard Marden et John Wright
- Musique : John Barry
- Production : Neil Hartley et Eric Rattray (producteur associé)
- Société de production : Warner Bros. Television Studios
- Pays d’origine :  États-Unis
- Langue : anglais
- Format : Couleur - 35 mm - 1,33:1 - Son mono
- Genre : Drame
- Durée : 93 minutes (1h33)
- Dates de diffusion :
  - États-Unis : 29 janvier 1979
  - France : ?

## Distribution
- Katharine Hepburn : Miss Lilly Moffat
- Ian Saynor : Morgan Evans
- Bill Fraser : Le châtelain
- Patricia Hayes : Mme Watty
- Anna Massey : Miss Ronberry
- Artro Morris : John Goronwy Jones
- Dorothea Phillips : Sarah Pugh
- Toyah Willcox : Bessie Watty
- Huw Richards : Idwal
- Bryn Fôn : Robbart
- Dyfan Roberts : Gwyn
- Robin John : Ivor

## Autour du film
- Ce téléfilm est le remake du film Le blé est vert (The Corn Is Green) d'Irving Rapper avec Bette Davis dans le rôle de Miss Lilly Moffat. Il s'agit de la seconde et dernière réalisation de George Cukor pour la télévision.